# Objaw Popowa
Objaw Popowa – objaw z grupy objawów tarczycowych, występujący w chorobie Gravesa-Basedowa, będący wynikiem przykurczu mięśni powieki górnej. Jego występowanie sprawdza się podobnie jak w przypadku objawu Graefego: badający poleca choremu obserwować swój palec z odległości około 30 cm, a następnie go obniża. Gdy nienadążająca za gałką oczną powieka opada zauważalnymi skokami – objaw Popowa jest dodatni, jest on więc jakby „uzupełnieniem” objawu Graefego (występuje tylko przy dodatnim objawie Graefego).